# 調川站
調川站（日语：／ Tsukinokawa eki */?）是位於長崎縣松浦市調川町下免，松浦鐵道的西九州線車站。
車站設有愛稱「日本第一竹莢魚、鯖魚登陸基地」，愛稱取自車站鄰近松浦魚市場，該處是日本數一數二竹莢魚和鯖魚最多產量的基地。

## 歷史
- 1933年6月25日：路線由今福站伸延至志佐站，本站開業[2]。
- 1970年10月1日：降為無人車站，同時結束貨物業務。
- 1987年4月1日：隨國鐵分割民營化，車站由九州旅客鐵道（JR九州）營運[3][4][5]，成為JR九州松浦線車站。
- 1988年4月1日：松浦鐵道接管松浦線，改為松浦鐵道西九州線車站。同時成為無人車站。
- 2015年5月11日：車站愛稱定為「日本第一竹莢魚、鯖魚登陸基地」[1]。

## 車站構造
車站是一座地面車站，設有1面1線的單式月台。此站是無人車站，沒有車站大樓，只有候車室、廁所和公共電話。

## 車站周邊
車站鄰近松浦市調川町中心，主要道路位於車站後方，沒有許多住宅。車站北部海邊設有松浦地方批發市場（松浦魚市場）與相關設施和工場。
- 松浦市立調川中學（日语：松浦市立調川中学校）
- 松浦市立調川小學（日语：松浦市立調川小学校）
- 松浦市政廳調川分所
- 松浦地方批發市場 - 該處有松浦魚市場。

## 使用狀況
以下為1日平均乘車人次列表：
| 乘車人員變化 | 乘車人員變化 |
| 年度         | 1日平均人次  |
| ------------ | ------------ |
| 1998         | 87           |
| 1999         | 87           |
| 2000         | 112          |
| 2001         | 92           |
| 2002         | 101          |
| 2003         | 85           |
| 2004         | 75           |
| 2005         | 75           |
| 2006         | 74           |
| 2007         | 74           |
| 2008         | 55           |
| 2009         | 63           |
| 2010         | 62           |

## 相鄰車站
松浦鐵道
西九州線
前濱－調川－松浦

## 注腳
1. 1 2   (PDF) (新闻稿). 松浦鉄道. 2015-05-11  [2021-02-13]. （原始内容存档 (PDF)于2019-03-06） （日语）.
2. ↑  日本《官報》第1940號「鐵道省告示第255號」，1933年6月21日：第623頁。
3. ↑  九州鉄道百年祭実行委員会・百年史編纂部会 (编).  初版. 九州旅客鉄道. 1988: 181 （日语）.
4. ↑  『交通年鑑 昭和63年版』 交通協力會，1988年3月。
5. ↑  今村都南雄 『民営化の效果と現実NTTとJR』 中央法規出版，1997年8月。ISBN 978-4805840863
6. ↑  長崎縣統計年鑑

## 外部連結
- 調川站時間表 （页面存档备份，存于）（日語） - 松浦鐵道